# تودور بوبا
تودور بوبا هو لاعب كرة قدم روماني، ولد في 7 يوليو 1989. لعب مع نادي بياترا نيامتس.